# Sudirman Cup 2005
Der Sudirman Cup 2005, die Weltmeisterschaft für gemischte Mannschaften im Badminton, fand in Peking, China, vom 10. bis 15. Mai 2005 statt. China gewann in dieser neunten Auflage des Championats gegen Indonesien im Finale mit 3:0.

## Ergebnisse

### Gruppe 1

#### Subgruppe 1A
| Team 1   | Team 2   | Ergebnis |
| -------- | -------- | -------- |
| Dänemark | England  | 3-2      |
| Südkorea | Thailand | 4-1      |
| Dänemark | Thailand | 4-1      |
| Südkorea | England  | 5-0      |
| Dänemark | Südkorea | 3-2      |
| England  | Thailand | 4-1      |

#### Subgruppe 1B
| Team 1              | Team 2     | Ergebnis |
| ------------------- | ---------- | -------- |
| Volksrepublik China | Schweden   | 5-0      |
| Indonesien          | Hongkong   | 4-1      |
| Volksrepublik China | Hongkong   | 5-0      |
| Indonesien          | Schweden   | 4-1      |
| Volksrepublik China | Indonesien | 5-0      |
| Hongkong            | Schweden   | 4-1      |

#### Playoff
| Team 1   | Team 2   | Ergebnis | Bemerkung |
| -------- | -------- | -------- | --------- |
| England  | Hongkong | 3-1      | 5.-6.     |
| Thailand | Schweden | 3-0      | 7.-8.     |

#### Halbfinale
| Team 1              | Team 2   | Ergebnis |
| ------------------- | -------- | -------- |
| Volksrepublik China | Südkorea | 3-0      |
| Indonesien          | Dänemark | 3-0      |

### Gruppe 2

#### Subgruppe 2A
| Team 1            | Team 2            | Ergebnis |
| ----------------- | ----------------- | -------- |
| Malaysia          | Niederlande       | 3-2      |
| Malaysia          | Chinesisch Taipeh | 4-1      |
| Malaysia          | Russland          | 5-0      |
| Niederlande       | Chinesisch Taipeh | 3-2      |
| Niederlande       | Russland          | 4-1      |
| Chinesisch Taipeh | Russland          | 4-1      |

#### Subgruppe 2B
| Team 1      | Team 2      | Ergebnis |
| ----------- | ----------- | -------- |
| Japan       | Singapur    | 3-2      |
| Japan       | Deutschland | 4-1      |
| Japan       | Ukraine     | 5-0      |
| Singapur    | Deutschland | 3-2      |
| Singapur    | Ukraine     | 5-0      |
| Deutschland | Ukraine     | 4-1      |

#### Playoff
| Team 1      | Team 2            | Ergebnis | Bemerkung |
| ----------- | ----------------- | -------- | --------- |
| Malaysia    | Japan             | 3-1      | 9.-10.    |
| Singapur    | Niederlande       | 3-0      | 11.-12.   |
| Deutschland | Chinesisch Taipeh | 3-0      | 13.-14.   |
| Russland    | Ukraine           | 3-2      | 15.-16.   |

### Gruppe 3

#### Subgruppe 3A
| Team 1     | Team 2     | Ergebnis |
| ---------- | ---------- | -------- |
| Polen      | Neuseeland | 4-1      |
| Polen      | Finnland   | 4-1      |
| Polen      | Bulgarien  | 3-2      |
| Neuseeland | Finnland   | 4-1      |
| Neuseeland | Bulgarien  | 4-1      |
| Finnland   | Bulgarien  | 3-2      |

#### Subgruppe 3B
| Team 1             | Team 2             | Ergebnis |
| ------------------ | ------------------ | -------- |
| Indien             | Vereinigte Staaten | 4-1      |
| Indien             | Schottland         | 4-1      |
| Indien             | Wales              | 4-1      |
| Vereinigte Staaten | Schottland         | 3-2      |
| Vereinigte Staaten | Wales              | 5-0      |
| Schottland         | Wales              | 4-1      |

#### Playoff
| Team 1     | Team 2             | Ergebnis | Bemerkung |
| ---------- | ------------------ | -------- | --------- |
| Polen      | Indien             | 3-1      | 17.-18.   |
| Neuseeland | Vereinigte Staaten | 3-2      | 19.-20.   |
| Schottland | Finnland           | 3-2      | 21.-22.   |
| Bulgarien  | Wales              | 3-2      | 23.-24.   |

### Gruppe 4

#### Subgruppe 4A
| Team 1     | Team 2     | Ergebnis |
| ---------- | ---------- | -------- |
| Schweiz    | Estland    | 3-2      |
| Schweiz    | Kasachstan | 3-2      |
| Schweiz    | Norwegen   | 5-0      |
| Estland    | Kasachstan | 4-1      |
| Estland    | Norwegen   | 3-2      |
| Kasachstan | Norwegen   | 3-2      |

#### Subgruppe 4B
| Team 1     | Team 2     | Ergebnis |
| ---------- | ---------- | -------- |
| Frankreich | Australien | 4-1      |
| Frankreich | Südafrika  | 5-0      |
| Frankreich | Peru       | 5-0      |
| Australien | Südafrika  | 5-0      |
| Australien | Peru       | 4-1      |
| Südafrika  | Peru       | 4-1      |

#### Playoff
| Team 1     | Team 2     | Ergebnis | Bemerkung |
| ---------- | ---------- | -------- | --------- |
| Frankreich | Schweiz    | 3-0      | 25.-26.   |
| Australien | Estland    | 3-0      | 27.-28.   |
| Südafrika  | Kasachstan | 3-1      | 29.-30.   |
| Norwegen   | Peru       | 3-1      | 31.-32.   |

### Gruppe 5

#### Subgruppe 5A
| Team 1    | Team 2    | Ergebnis |
| --------- | --------- | -------- |
| Italien   | Luxemburg | 4-1      |
| Italien   | Zypern    | 4-1      |
| Luxemburg | Zypern    | 4-1      |

#### Subgruppe 5B
| Team 1  | Team 2 | Ergebnis |
| ------- | ------ | -------- |
| Litauen | Israel | 4-1      |
| Litauen | Türkei | 4-1      |
| Israel  | Türkei | 4-1      |

#### Playoff
| Team 1    | Team 2  | Ergebnis | Bemerkung |
| --------- | ------- | -------- | --------- |
| Italien   | Litauen | 3-2      | 33.-34.   |
| Luxemburg | Israel  | 3-1      | 35.-36.   |
| Türkei    | Zypern  | 3-1      | 37.-38.   |

### Gruppe 6
| Team 1    | Team 2   | Ergebnis |
| --------- | -------- | -------- |
| Sri Lanka | Jamaika  | 4-1      |
| Sri Lanka | Mongolei | 5-0      |
| Jamaika   | Mongolei | 5-0      |

## Endstand
| Platz | Land       |
| ----- | ---------- |
| 1     | China      |
| 2     | Indonesien |
| 3     | Dänemark   |
| 4     | Südkorea   |
| 5     | England    |
| 6     | Hongkong   |
| 7     | Thailand   |
| 8     | Schweden   |

| Platz | Land        |
| ----- | ----------- |
| 9     | Malaysia    |
| 10    | Japan       |
| 11    | Singapur    |
| 12    | Niederlande |
| 13    | Deutschland |
| 14    | Taiwan      |
| 15    | Russland    |
| 16    | Ukraine     |

| Platz | Land       |
| ----- | ---------- |
| 17    | Polen      |
| 18    | Indien     |
| 19    | Neuseeland |
| 20    | USA        |
| 21    | Schottland |
| 22    | Finnland   |
| 23    | Bulgarien  |
| 24    | Wales      |

| Platz | Land       |
| ----- | ---------- |
| 25    | Frankreich |
| 26    | Schweiz    |
| 27    | Australien |
| 28    | Estland    |
| 29    | Südafrika  |
| 30    | Kasachstan |
| 31    | Norwegen   |
| 32    | Peru       |

| Platz | Land      |
| ----- | --------- |
| 33    | Italien   |
| 34    | Litauen   |
| 35    | Luxemburg |
| 36    | Israel    |
| 37    | Türkei    |
| 38    | Zypern    |

| Platz | Land      |
| ----- | --------- |
| 39    | Sri Lanka |
| 40    | Jamaika   |
| 41    | Mongolei  |